# Said Mohammad
Said Mohammad (en persan : سعید محمد) est un membre du Corps des Gardiens de la Révolution Islamique, conseiller auprès du Guide Suprême de la Révolution iranienne et ancien commandant du conglomérat Khatam al-Anbiya jusqu'en mars 2021.

## Biographie
Il est titulaire d'un doctorat en génie civil de l'Université de Modares Tarbiat, à Téhéran.
De 2007 à 2014, il est président du Sepasad Group, une société affiliée à la fondation Khatam al-Anbiya.
De 2018 à 2021, il dirige la fondation Khatam al-Anbiya et détient le grade de brigadier général
En 2021, il présente sa candidature à l'élection présidentielle en Iran,. Il est proche de Ali Khamenei, le chef suprême du régime, pour qui l'Iran a besoin d'un gouvernement "pieux et jeune". Néanmoins, c'est un candidat relativement peu connu des électeurs iraniens, n'ayant jamais occupé de fonction politique auparavant.